# اوگو لومباردی
اوگو لومباردی (انگلیسی: Ugo Lombardi؛ ۱۹ ژوئیهٔ ۱۹۱۱ – ۶ ژوئیهٔ ۲۰۰۲) فیلم‌بردار ایتالیایی بود که برای فعالیت در سینمای برزیل شناخته شده‌است. او همچنین دو فیلم را کارگردانی کرد. او پدر هنرپیشه برزیلی برونا لومباردی بود.

## کتابشناسی
- Bondanella, Peter. The Films of Roberto Rossellini. Cambridge University Press, 1993.